# 各務原市立鵜沼中学校

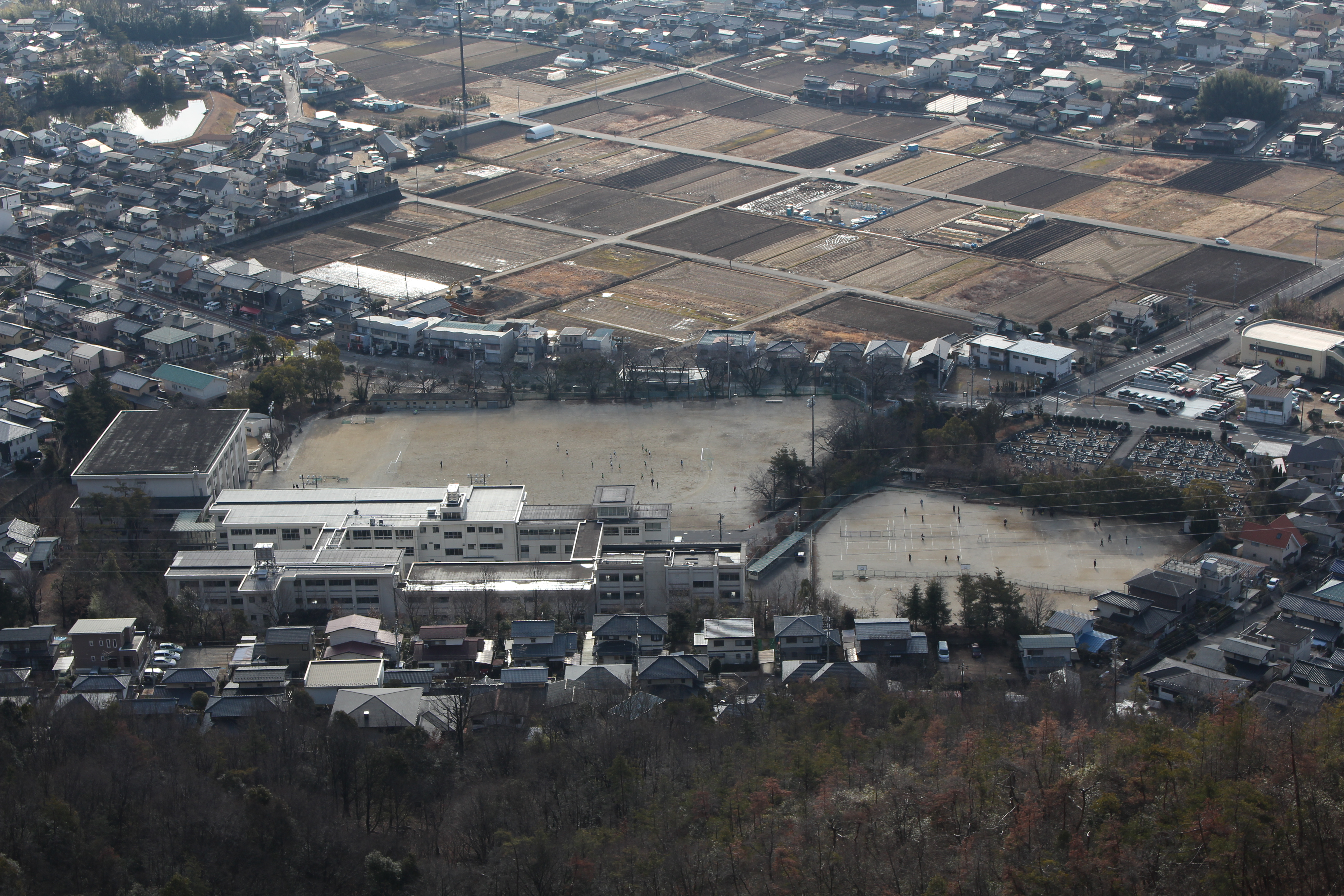
北側にある愛宕山から見下ろす各務原市立鵜沼中学校

各務原市立鵜沼中学校（かかみがはらしりつうぬまちゅうがっこう）は、岐阜県各務原市にある公立中学校。

## 概要
- 各務原市鵜沼地区の中学校の一つである。

## 所在地
- 岐阜県各務原市松が丘2丁目100

## 沿革
現在の鵜沼中学校は、1961年に鵜沼中学校〈旧〉と各務中学校を統合し、新たに新設された中学校である。ここでは統合前の鵜沼中学校を鵜沼中学校〈旧〉と表記して記述する。
- 1947年（昭和22年）4月1日 - 稲葉郡鵜沼町に鵜沼町立鵜沼中学校〈旧〉として開校。鵜沼小学校の校舎の一部を仮校舎とする。
- 1948年（昭和23年） - 鵜沼小学校の隣接地[注釈 1]に新校舎が完成。
- 1949年（昭和24年） - 校舎を増築。
- 1950年（昭和25年） - 鵜沼町立洋裁学院が併設される。
- 1955年（昭和30年） - 稲葉郡鵜沼町に各務村を編入する。
- 1957年（昭和32年） - 鵜沼町立洋裁学院が廃止される。
- 1961年（昭和36年）
  - 　3月20日 - 現在地[注釈 2]に統合校舎の建設が始まる。
  - 4月1日 - 鵜沼中学校〈旧〉と各務中学校が統合され、新たに鵜沼町立鵜沼中学校が開校する。各務中学校校舎を鵜沼中学校北教室、鵜沼中学校〈旧〉を鵜沼中学校南教室とする。
- 1962年（昭和37年） - 統合校舎が完成し、移転。北教室、南教室を廃止
- 1963年（昭和38年） - 稲葉郡鵜沼町、蘇原町、那加町、稲羽町が合併し、各務原市が発足。同時に各務原市立鵜沼中学校に改称する。
- 1967年（昭和42年） - 旧体育館、旧プールが完成する。
- 1978年（昭和53年） - 各務原市立緑陽中学校を分離する。
- 1978年（昭和53年） - 各務原市立中央中学校の新設により、一部の生徒が中央中学校に編入される。
- 2003年（平成15年） - 新プールが完成する。

## 部活動
- 野球部
- サッカー部
- バレーボール部
- バスケットボール部
- ソフトテニス部
- バドミントン部
- 剣道部
- 陸上部
- ハンドボール部
- 卓球部
- 美術部
- 吹奏楽部

## 進学前小学校
- 各務小学校[1]
- 鵜沼第一小学校[1]
- 八木山小学校[1]

## 周辺施設
- 苧ヶ瀬池（おがせいけ）
- 村国座
- 衣装塚古墳
- 坊の塚古墳
- 中山道鵜沼宿町屋館
- テクノプラザ
- 各務原市立八木山小学校
- 各務原市立各務小学校
- 各務原市立鵜沼第一小学校

## 交通機関
- 名古屋鉄道各務原線羽場駅より徒歩15分
- 各務原市ふれあいバス 鵜沼線、東西線（朝夕便）「鵜沼中学校前」下車

## 著名な卒業生
- 佐野直史 - ブラジルの元プロサッカー選手、株式会社ファッズ代表取締役社長
- 大澤広樹 - 東海ラジオ放送のアナウンサー
- 鈴木淳之介 - Jリーグ・湘南ベルマーレのプロサッカー選手